# 718년

## 연호
- 당(唐) 개원(開元) 6년
- 일본(日本) 요로(養老) 2년
- 발해(渤海) 천통(天統) 21년

## 기년
- 당(唐) 현종(玄宗) 7년
- 신라(新羅) 성덕왕(聖德王) 17년
- 발해(渤海) 고왕(高王) 20년